# Natalia Gavrilița
Natalia Gavrilița (née le 21 septembre 1977), est une économiste et femme politique moldave, Première ministre du 6 août 2021 au 16 février 2023.

## Parcours politique

### Ministre des Finances
Membre du Parti action et solidarité (PAS), elle en est vice-présidente[Quand ?].
Entre le 8 juin et le 14 novembre 2019, elle est ministre des Finances dans le gouvernement Sandu.

### Première ministre

#### Première désignation avortée
Après que la Cour constitutionnelle a rendu un avis selon lequel les députés n'ont pas le pouvoir de dissoudre le Parlement par le vote d'une motion, la nouvelle présidente de la république Maia Sandu, élue le 15 novembre 2020, charge le 27 janvier 2021 Natalia Gavrilița de former un nouveau gouvernement,.
Elle annonce son gouvernement le 5 février 2021. Alors que pour provoquer des législatives anticipées, la présidente Sandu appelle à ne pas voter pour le gouvernement, le Parti action et solidarité, dont est issue Gavrilița, annonce qu'il ne votera pas la confiance, de même que son allié de la Plateforme vérité et dignité. De son côté, le Parti des socialistes de la république de Moldavie et ses alliés de Pro Moldova et Parti Șor, voulant éviter des législatives anticipées, semblent prêts à voter la confiance. Le 11 février, le Parlement lui refuse la confiance. Le soir même, elle est de nouveau chargée de former un gouvernement. Le 23 février, sa nomination est invalidée par la Cour constitutionnelle.
Le 25 mars, Natalia Gavrilița est désignée ministre des Finances par Igor Grosu, alors chargé de former un gouvernement. Le gouvernement Grosu échouer de manière automatique à obtenir la confiance du parlement, le quorum de membres présent nécessaire à l'obtention du vote n'étant pas réuni,.

#### Seconde désignation et mandature
À la suite des élections législatives anticipées de 2021, lors desquelles elle a été élue députée sur la liste du PAS, elle est à nouveau désignée Première ministre par la présidente Maia Sandu le 30 juillet 2021. Conformément à la Constitution moldave, elle dispose alors de 15 jours pour former son gouvernement, lequel sera ensuite soumis à approbation du Parlement, où le PAS dispose d'une majorité absolue.
Elle présente son gouvernement le 4 août puis reçoit la confiance du parlement par 61 voix sur 101 le 6 août.
Le 24 février 2022, au premier jour de l'invasion de l'Ukraine par la Russie, la présidente Sandu annonce l'ouverture des frontières aux Ukrainiens souhaitant se mettre en sécurité ou passer par la Moldavie pour rejoindre d'autres pays européens. Le 3 mars suivant, Sandu annonce qu'elle a signé et déposera prochainement une demande formelle d'adhésion de la Moldavie à l'Union européenne. Dans ce contexte tendu, la Première ministre Natalia Gavrilița appelle au respect de la neutralité moldave tout en indiquant vouloir poursuivre l'intégration européenne de son pays.

#### Démission
Le 10 février 2023, dans le cadre de la crise énergétique et des manifestations pro russes organisées par le Parti Șor, elle annonce la démission de son gouvernement,. Dorin Recean, conseiller de la présidente Sandu et ancien ministre de l'Intérieur, lui succède officiellement le 16 février suivant,,.

### Controverse
Au cours de la campagne électorale de 2021, Gavrilița est apparue dans une vidéo en langue russe faisant la promotion du concept de « peuple moldave ». Une partie de la presse a affirmé que ce message était moldaviste (en),.